# Pioneer Square

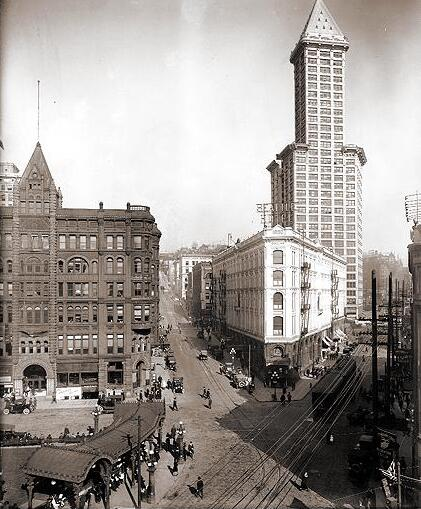
Pioneer Square met de Smith Tower in 1917

Pioneer Square is een plein en een naar het plein vernoemde wijk in het centrum van de Amerikaanse stad Seattle en is een van de vijf wijken van het stadsdistrict Downtown. De andere vier zijn: Belltown, Chinatown/International District, Commercial Core en Denny Triangle. Pioneer Square ligt in het zuidwesten van Downtown.
De geschiedenis van Seattle geeft Pioneer Square aan als locatie van de allereerste bewoning van de nederzetting Duwamps, en dit sinds 15 februari 1852. In het daaropvolgende jaar en zeker voor mei 1853 werd de naam Duwamps gewijzigd naar Seattle ter ere van Chief Seattle.
Het lager gelegen, driehoekig plein werd na de Great Seattle Fire van 1889 die grote delen van de stad platlegde, herbouwd met stenen huizen waar houten huizen stonden, en gelijktijdig werd het straatniveau met een aantal meters verhoogd.
Het plein ligt midden in een uitgaansbuurt van de stad met vele restaurants en cafés. Het plein is nu als historic district een monument van onroerend erfgoed en behoort tot de toeristische aantrekkingspunten van de stad.
Vlak aan het plein is de Smith Tower gelegen, een 149 meter hoge wolkenkrabber, de eerste van Seattle en van het bouwjaar 1914 tot 1931 het hoogste kantoorgebouw ten westen van de Mississippi, en tot 1962 het hoogste bouwwerk aan de Amerikaanse westkust.